# Yauheniya Varabiova
Yauheniya Varabiova –en bielorruso, Яўгенія Варабёва'– (Moguilev, 1 de abril de 1998) es una deportista bielorrusa que compite en patinaje de velocidad sobre hielo.
Ganó dos medallas en el Campeonato Europeo de Patinaje de Velocidad sobre Hielo en Distancia Individual, en los años 2020 y 2022, ambas en la prueba de persecución por equipos.

## Palmarés internacional
| Campeonato Europeo en Distancia Individual | Campeonato Europeo en Distancia Individual | Campeonato Europeo en Distancia Individual | Campeonato Europeo en Distancia Individual |
| Año                                        | Lugar                                      | Medalla                                    | Prueba                                     |
| ------------------------------------------ | ------------------------------------------ | ------------------------------------------ | ------------------------------------------ |
| 2020                                       | Heerenveen (Países Bajos)                  | Medalla de bronce                          | Persecución por equipos                    |
| 2022                                       | Heerenveen (Países Bajos)                  | Medalla de plata                           | Velocidad por equipos                      |